# پوند برمودا
پوند برمودا(به انگلیسی: Bermudian pound) با کد ایزوی BMD، یکای پول پیشین در برمودا بود.